# Вест-индский театр Войны за независимость США
Вест-индский театр войны за независимость США — боевые действия между колониальными державами, в первую очередь Великобританией и Францией, за передел владений в Вест-Индии, шедшие одновременно с Войной за независимость США.

## Характеристика театра
Географически и природно Вест-Индия представляет собой не только благоприятную базу для производства колониальных товаров, но и перекресток морских торговых путей, в том числе ведущих из Европы в Северную Америку, а значит и естественную перевалочную базу. Причём в XVIII веке, как и теперь, практически все связи внутри самой Вест-Индии происходят морем. Вывоз продуктов, доставка промышленных товаров, войск, новых колонистов и рабов осуществлялись торговым флотом, который неизбежно нуждается в защите.
Не случайно, например, среди Виргинских островов, центром был гористый Сент-Томас, непригодный для плантаций, но обладающий великолепной гаванью. Благодаря ей он имел большее значение, чем все остальные, в том числе производящий бо́льшую часть экспорта Санта-Крус.
Таким образом, экономические интересы и морская мощь пересекаются и усиливают значение друг друга. Причём это значение может быть как положительно, так и отрицательно: сильные колонии и надёжные, защищенные морские пути взаимно увеличивают выгоды от обоих, а слабина в одном из этих двух звеньев ослабляет и второе.
В типичном случае, вест-индские порты представляют собой бухту или просто участок берега на подветренной (западной) стороне острова. Такие порты дают укрытие от преобладающих остовых ветров, но не от тропических штормов и ураганов, обычно проходящих Вест-Индию по дуге с оста на норд-норд-ост. Только небольшое число колоний имеют хорошо защищенные со всех сторон гавани. Это Пенсакола (Флорида), Гавана (Куба), Кингстон (Ямайка), Форт-Ройял (Мартиника), уже упомянутый Сент-Томас, Картахена и Маракайбо (на материке). Гавани на материковом берегу, от Луизианы до Гвианы, расположены чаще всего в устьях рек и доступны для кораблей с небольшой осадкой.
Из всех этих колоний в XVIII веке только испанская Гавана обладала полноценной верфью — Арсеналом (исп. El Arsenal) способной строить и обеспечивать корабли всех классов. Остальные имели в лучшем случае киленбанку и причальную стенку, как Кингстон или Форт-Ройял, а то и просто шлюпочную пристань и склады с мастерскими. В этом случае заходящие корабли зависели от обслуживания маломерными судами.

### Атлантическое кольцо

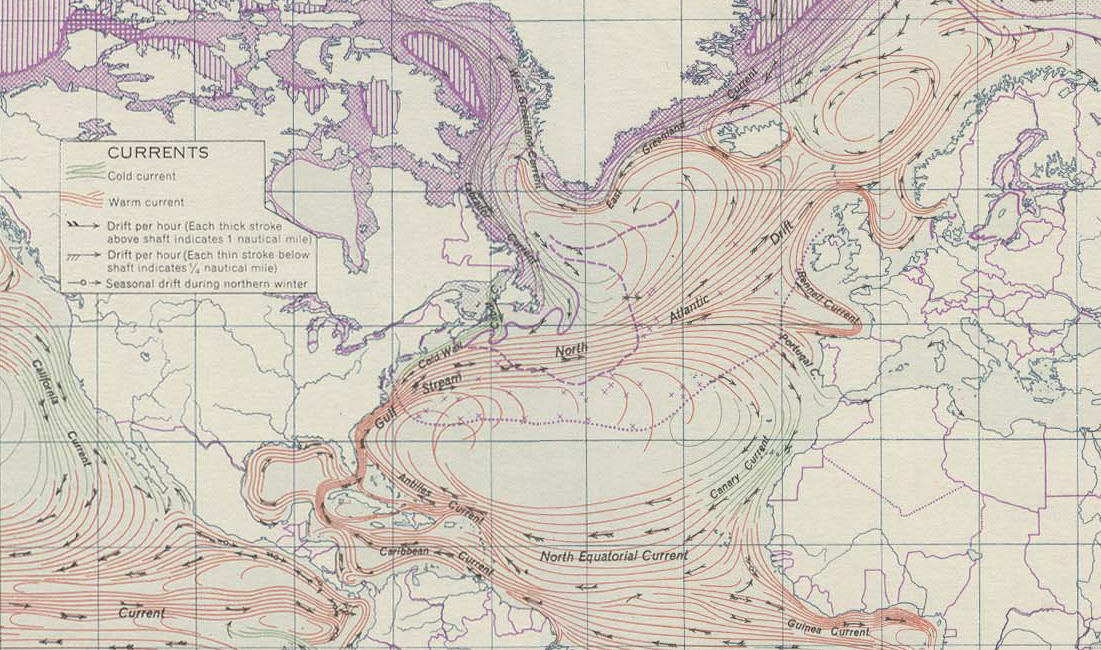
«Атлантическое кольцо»

Преобладающие ветра и течения диктовали, что парусные корабли, уходя от европейских берегов, должны были спускаться к югу, минуя Мадейру и Канарские острова, в полосу тропических пассатов, и с ними пересекать океан. Первая земля, которая встречается в конце перехода — это Наветренные острова Антильской гряды.
Чтобы вернуться домой, кораблям приходилось подниматься с Гольфстримом на север вдоль американского побережья, затем в районе Ньюфаундленда, с тем же Североатлантическим течением и западными ветрами, пересекать океан, и выходить к европейским берегам в полосе между Ирландией и Испанией. Для британской и голландской торговли излюбленной точкой подхода был мыс Лизард, для французской остров Уэссан, для испанской и португальской мыс Финистерре или мыс Сент-Винсент.
Кроме того, сезонные изменения диктовали как движение торговых конвоев, так и время кампаний: зимние шторма в Новой Англии не благоприятствовали флоту, и он смещался южнее, а сезон карибских ураганов с июня по сентябрь заставлял его переносить действия к северу, на американское Восточное побережье. Поэтому, рассматривая войну в Вест-Индии, не обойтись без упоминаний Северной Америки: два эти театра связаны как ветви и корни одного дерева.
По той же причине боевые действия одними и теми же силами велись, в зависимости от сезона, то в Вест-Индии, то в Северной Америке. Переброски кораблей и войск между ними сами могли подталкивать противников на следующие шаги. Равным образом, приватиры, действующие в Вест-Индии, часто базировались вне её. Так, большинство приватиров, вооружённых в Салем и Марблхед, шли за добычей в Карибское море.

### Колониальная экономика

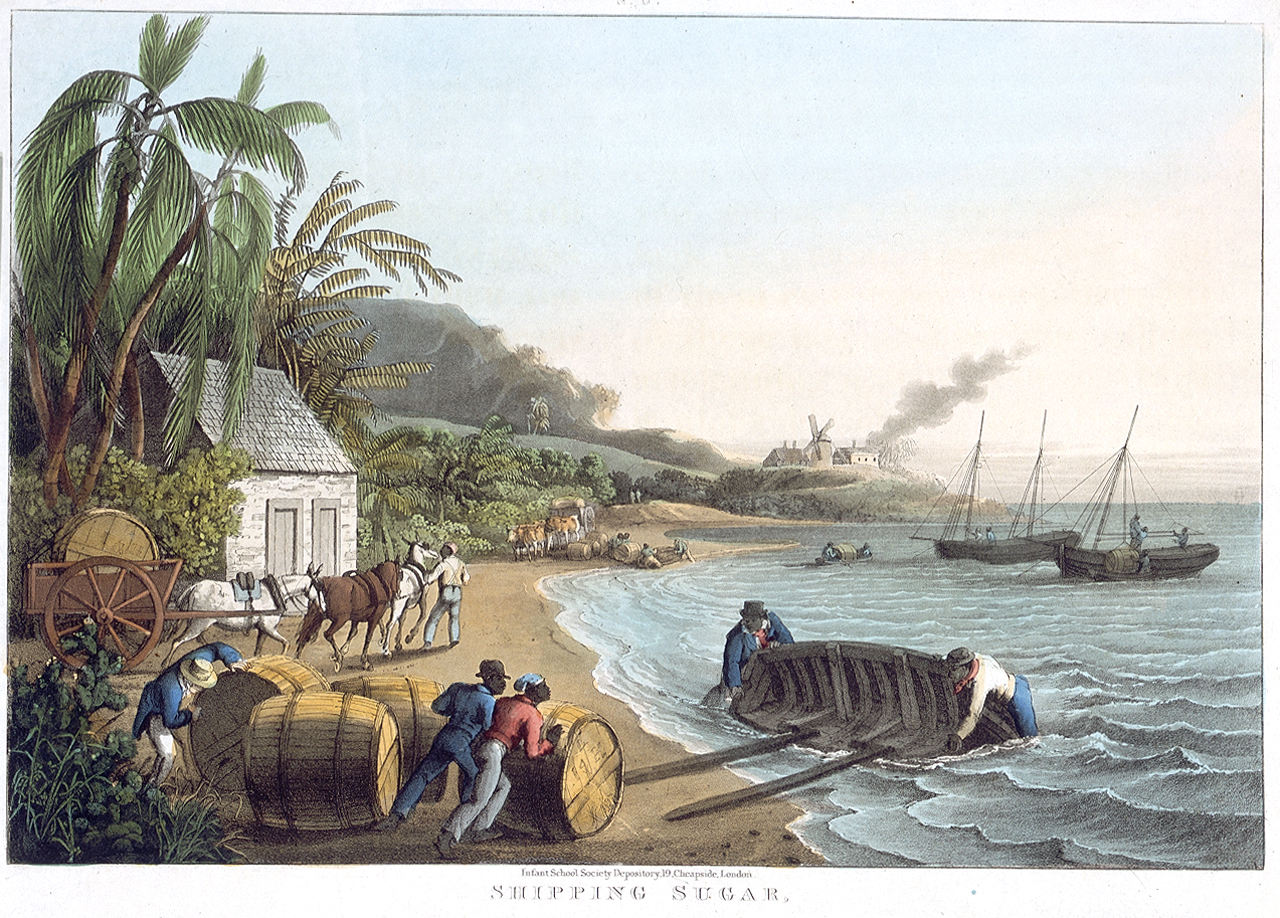
Вывоз сахара, Антигуа

Если сравнить доходы, приносимые Британии американскими и вест-индскими колониями, в 1775 году таможенные сборы от 13 колоний дали £50 000, а Вест-Индия, примерно равная им по населению, — около £700 000. Оставляя в стороне политические соображения, ценность последней для Британии была несравненно выше.
Главное место в экономике вест-индских колоний занимал тростниковый сахар. Он в первую очередь был источником дохода и, вместе с его производным — патокой — главным экспортным товаром. Поскольку все без исключения колониальные державы стремились держать колонии на положении источника дешёвого сырья, конечный продукт — ром — производился ограниченно. Среди североамериканских колоний Виргиния ввозила некоторое количество патоки и перерабатывала её в ром, но Англия протекционистскими мерами препятствовала его продаже в метрополии, так что он (за исключением некоторых количеств контрабанды) и потреблялся в колониях.

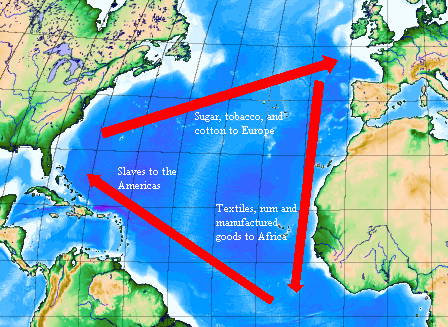
Африканский треугольник

Чтобы сохранять рентабельность сырьевого производства, требовалась дешёвая рабочая сила. Из европейцев были доступны мелкие преступники, высланные (т. н. «транспортировка») в колонии, и отрабатывающие долг слуги. Основой же рабочей силы были африканские рабы — главная статья импорта. Сложился даже так называемый африканский треугольник: торговый путь из Европы в Западную Африку, оттуда с грузом рабов в Вест-Индию, затем обратно в Европу с сахаром.
Второй по важности источник дохода (для Голландии — первый) происходил от перевозки и перевалки грузов в вест-индских гаванях. Так голландский остров Св. Евстафия (Синт-Эстатиус) для поощрения обмена был даже сделан свободным портом. Другими важными узлами были Кингстон, Гавана, Барбадос.
Испания, помимо вывоза колониальных товаров, особенно заботилась о безопасности своих серебряных флотов. Глубоко залезшая в долги испанская корона жизненно зависела от благополучного прибытия в Кадис серебра, которое, ещё до того как его добыли из шахт, было уже перезаложено в счет погашения процентов по государственным долгам.
Голландия, основное богатство которой происходило от обмена и торговли, ещё с XVII века видела в британском торговом флоте соперника. Несмотря на потери от всех предыдущих войн, её флот сохранял роль ведущего мирового перевозчика. Всякий, кто пытался за эту роль конкурировать, был ей естественным врагом. Точно так же всякий, кто вел торговлю через её владения, например провозившие контрабанду колонисты, или сбывавшие добычу приватиры, находил хороший прием, так как увеличивал оборот, а с ним и доходы.

### Политическая обстановка

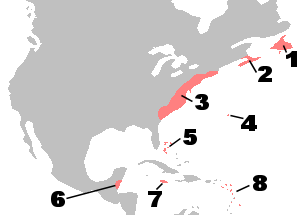
Британские колонии в Северной Америке, 1750. 1: Ньюфаундленд; 2: Нова Скотия; 3: Тринадцать колоний; 4: Бермуды; 5: Багамы; 6: Британский Гондурас; 7: Ямайка; 8: Малые Антильские острова. После 1763 к ним прибавилась Канада и Флорида

В населении Вест-Индии колонисты-европейцы составляли меньшинство: в 1750 году их было около 33 000, менее 2,5 % всех жителей. Остальные были привозные рабы (главная рабочая сила) и выходцы местных племен. Колонисты безусловно нуждались в сильной военной и иной поддержке метрополий. О борьбе за независимость, подобной Северной Америке, не могло быть и речи. 13 колоний могли добиться свободы или нет, но судьба вест-индских островов была оставаться владением той или другой европейской державы и укреплять финансовое положение хозяина.
К 1775 году гегемония Испании в Новом Свете давно кончилась. Вест-индские колонии уже неоднократно переходили из рук в руки. Но поток испанских грузов из Южной и Латинской Америки по-прежнему проходил через эти воды, и по-прежнему он нуждался в защите, как от пиратов, так и (в военное время) от крейсеров и приватиров других держав. Поэтому Гавана на Кубе была важна для испанцев не меньше, чем Картахена на материковом берегу.
После Семилетней войны в руках Британии оказались французская Канада и испанская Флорида. Таким образом, цепь британских колоний вдоль восточного побережья Нового Света стала почти сплошной. Разрывы в ней составляли французские и голландские владения в Малом Антильском архипелаге, и разумеется, испанские Куба и Эспаньола. Британия, таким образом, улучшила своё положение (если поддерживала сильные гарнизоны), или увеличила число пунктов, нуждавшихся в защите (если силы были недостаточны).
Франция и Испания считали себя ущемленными в результате прошлой войны. Их владения не меньше чем британские зависели от моря, и сильно пострадали от приватирства в 1758—1763 годах. Их колонии в Вест-Индии уменьшились, а опасность торговым путям в лучшем случае осталась прежней. Хотя угроза открытого пиратства в XVIII веке заметно снизилась, границу между приватиром и пиратом провести было трудно, и Бурбоны не без основания считали, что англичане закрывают глаза на морской разбой когда им выгодно, если не поощряют его открыто.
Хотя Британии было выгоднее всех от него избавиться, остаётся фактом, что во время войны она, не отставая от противников, широко раздавала приватирские патенты, в том числе североамериканским судовладельцам.  Понесенный чувствительный урон и недополученные доходы в казну подталкивали, наряду со стратегическими соображениями, и Францию, и Испанию искать радикального выхода, будь то подрывные меры или открытый конфликт.
Если голландцы логикой рынка стремились к освобождению торговли от препон, к чистой конкуренции за морские перевозки, то британцы наоборот старались защитить свои позиции введением всевозможных ограничений и законов, унаследованных от меркантилизма. Наблюдается некий замкнутый круг в мерах и контрмерах этих двух стран: например, в ответ на правительственный запрет колонистам прямо вывозить товары в Европу голландцы предложили под них собственный тоннаж, на что Парламент, почувствовав что казна теряет доход, не раздумывая принял дополнение к Навигационным актам о реэкспорте.

## Боевые действия
Боевые действия в Вест-Индии распадаются на три основных вида: защита торговли, в том числе борьба с приватирством и контрабандой; десантные операции и контр-операции; борьба с флотом противника. Все три так или иначе зависели от флота.
Причём над всеми военными соображениями преобладали два:
1. основные силы флота Британия была вынуждена держать в Европе, как противовес флотам других держав, особенно Франции. Только обеспечив достаточные силы в европейских водах, Адмиралтейство могло подумать о выделении кораблей и войск для Америки.
2. защита вест-индских владений имела преимущество перед подавлением мятежа в Северной Америке; Британия просто не могла позволить себе потерять Вест-Индию.

### 1775—1777
Многие века нападение на торговлю противника было признанным методом морской войны. Затем его возвели в систему во Франции, под названием фр. Guerre de Course. Для нарождающихся Северо-Американских штатов, заметная доля населения которых была связана с морем, но не имевших регулярного флота, обращение к этому методу было неизбежно. Но, поскольку Королевский флот установил блокаду (далеко не всегда успешную) побережья 13 колоний, и поскольку вест-индская торговля была богаче и при этом слабее защищена, американцы стремились перенести свои действия на неё.

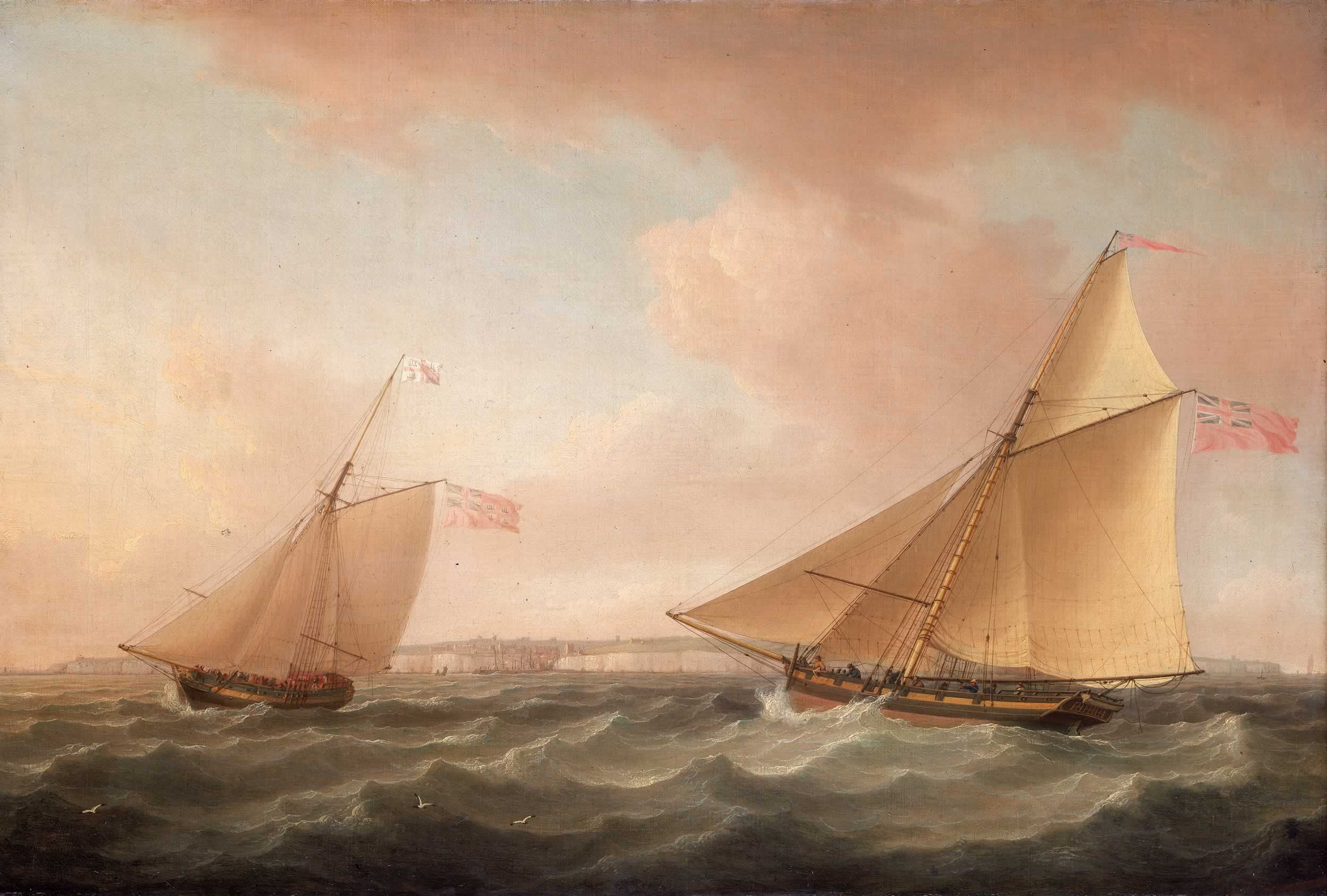
Таможенный куттер (справа)

Первый период войны (до вступления в неё европейских держав) в том числе в Вест-Индии, и состоял в борьбе Британии против американских приватиров и попытках перехватить провоз нелегальной помощи извне в колонии. Помимо Королевского флота, участие с британской стороны принимала таможня. Её характерным кораблем был таможенный (так называемый акцизный) куттер.
Эта деятельность началась задолго до войны. Десятилетия уклонения от таможенных и флотских патрулей сформировали слой прирождённых рейдеров, с опытом морских набегов. Как Континентальный конгресс, так и отдельные штаты выдавали Lettres de Marque, а также подобные им патенты для торговых судов, на случай если им представится возможность захватить приз.
Точно так же колониальные державы по мере сил участвовали в провозе помощи мятежникам и нарушении британской торговли. Так, депеши испанских губернаторов Луизианы упоминают 104 корабля и судна под испанским флагом, от фрегата до гулета (включая перерегистрированных колонистов), вовлеченных в контрабанду или приватирство с 1776 по 1783 год. Суммарная численность их команд оценивается в 2000.

#### Приватиры и крейсеры[7]

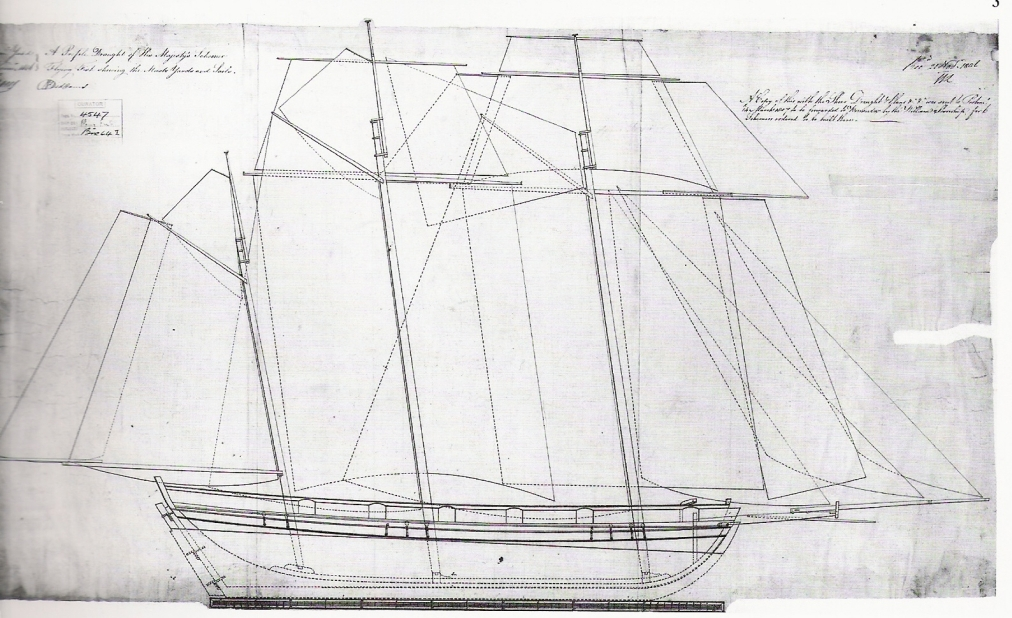
Балтиморская шхуна. Их любили за скорость как приватиры, так и Королевский флот

Сообщается, что за время войны Конгресс выдал патенты почти 1700 приватирам и купцам, суммарно несшим 15 000 пушек и 58 000 человек. Их число выросло с 34 в 1776 году до 550 в 1781. Среди всех штатов наиболее активен был Массачусетс (включал современный Мэн), следом идут Пенсильвания, Мэриленд и Коннектикут. Учитывая перерегистрации, усилия отдельных штатов и регистрацию за границей, подсчитано, что в приватирской войне приняло участие около 2 000 вымпелов.
По сведениям Ллойда, 3 068 судов числятся потерянными от действий американцев, из них где-то 2500 от приватиров и только около 400 от Континентального флота. По другим данным, если исключить отбитые обратно и возвращенные за выкуп, за приватирами остаётся 2208 призов. Из них львиная доля приходится на Вест-Индию. По тем же данным, приватиры и Континентальный флот в сумме взяли около 16 000 пленных, против 20 000 взятых Континентальной армией.
Помимо где-то сотни мелких гребных судов, основные типы приватиров примерно поровну делились на шхуны и шлюпы с одной стороны и более крупные бриги и трехмачтовые корабли с другой. Эти последние представлены такими как Oliver Cromwell (в британском плену — Beaver’s Prize): 248 тонн, 24 × 6-фунтовых пушки. Самые крупные, встречавшиеся буквально единицами, были вдвое больше.
Некоторые рассматривают небольшую эскадру, созданную Вашингтоном во время осады Бостона (1775) как начало регулярного флота. Но он был задуман специально с целью набегов: армия Вашингтона отчаянно нуждалась в военных припасах, и ососбенно порохе. До 1777 года 90 % всего американского пороха ввозилось морем, в то время как британцы получали регулярное снабжение специальными транспортами — почти безоружными и часто без охранения.
Одним примечательным исключением явилась высадка в Нассау. Хотя целью и здесь были склады пороха, она, в отличие от прочих, была выполнена силами не приватиров, а Континентального флота и Континентальной морской пехоты, впервые по распоряжению Конгресса, и потому считается началом боевого пути морской пехоты США.
Не удовлетворившись захватами в американских водах, с 1777 приватиры начали заходить прямо на порог Британии — в Ирландское, а затем Северное море. Базой им при этом служили европейские порты Франции и Голландии, но также их вест-индские владения: возвращаясь в Америку, они как все шли через Вест-Индию, и часто делали там остановку.
Несмотря на закупленные лёгкие корабли, Королевский флот был мало пригоден для крейсерских функций. Это дало начало парадоксальному явлению: росту британского приватирства. Вначале Парламент не хотел разрешать набеги на судоходство колоний: от этого был один шаг до официального признания их независимости. Но к 1777 году смирился с неизбежным. В ходе войны им было выдано 7352 приватирских патента, из них 2285 против колоний. Всего в приватирстве было занято 2670 британских и лоялистских кораблей. Как средство против других флотов они были слабы (на них приходится всего 3,8 % регулярных призов), но успешно опустошали мятежную, а с 1778 и европейскую торговлю. Пик их активности приходится на 1781 год — начало войны сразу против четырёх противников.

#### Королевский флот в колониях

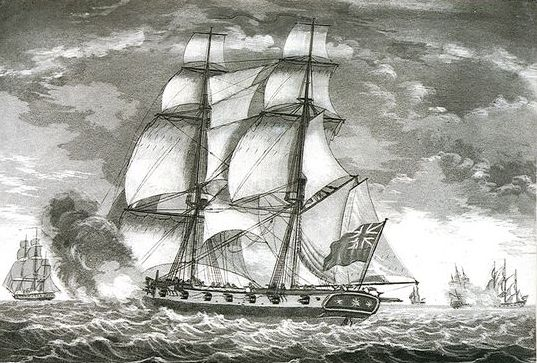
Бриг Его Величества в погоне за приватиром

Силы, которые ведущая морская держава выставила против мятежных колонистов, отнюдь не впечатляли. Ни внушительные трехдечные, ни даже стандартные двухдечные корабли в колониях не появлялись. Соображения мировой политики, в частности сдерживание Франции, заставляли держать их поближе к дому.
Самым крупным кораблем в начальный период войны был 50-пушечный. Но и он был представлен 1÷2 единицами, игравшими роль флагманов (в русской терминологии XIX века «стационеров»). Так, на Подветренной станции, отвечавшей за перехват приватиров и контрабанды и защиту торговли на всех Малых Антильских островах, флагманом в 1775 году был HMS Isis.
На Североамериканской лежала блокада Восточного побережья, исполнение таможенных правил и законов, опять защита торговли, и к тому же защита транспортов снабжения, подвозивших припасы британской армии в колониях. Лесистая, бездорожная, пересеченная множеством заливов и рек местность означала, что армия зависела от флота ещё и в части перебросок войск. Флагманом на этой станции был HMS Preston.
Примерно в таком же положении была Ямайская станция: один или два двухдечных не крупнее 50-пушечного. Особое богатство и географическая оторванность Ямайки оправдывали создание здесь отдельной станции. Флагманом был HMS Antelope.
Основную тяжесть патрулирования и крейсерской войны несли лёгкие силы: бриги и шлюпы, шхуны, куттеры, тендеры. Только малая часть их строилась на заказ флота. Остальные закупались у частных владельцев, сплошь и рядом прямо в колониях. Популярнее других были бостонские и балтиморские проекты, затем выдвинулись бермудские. И конечно, в британскую службу забирали подходящие по качествам призы — как колонистов, так и европейские.
Эта «малая война» шла с переменным успехом, и во многом зависела от того, сколько внимания мог ей уделить флот. Неполные данные о пленных и заключённых (не включая тюрьмы в Нью-Йорке и на Ямайке), упоминают в 1775 году 1 взятый приватир, в 1776 — 10, в 1777 — 33, в 1778 — 15, а в 1779 — 11. Ещё 26 призов перечислены без указания года. Если данные 1775 года явно страдают неполнотой, то в остальном подъёмы и падения согласуются с общим ходом войны: рост успехов в 1776—1777 годах соответствует повышению внимания Адмиралтейства к колониям, а падение в 1778 и 1779 отвлечению на борьбу с интервенцией Франции, а затем Испании.
Помимо кораблей, приписанных к станциям постоянно, в Вест-Индии могли появляться крейсирующие эскадры, присланные из Англии. Они были как правило сильнее и включали 64-пушечные корабли, но приходили только в ответ на серьёзную угрозу и уходили в зависимости от обстановки и сезона. Впрочем, адмиралтейская политика экономии сказывалась и на них: до 1782 года британские эскадры были практически всегда в меньшинстве.
| Тип                          | Вооружение, пушек × фунтов | Водоизмещение, т | Типичные размерения, фут | Экипаж | Представители                                            |
| ---------------------------- | -------------------------- | ---------------- | ------------------------ | ------ | -------------------------------------------------------- |
| 64-пушечный линейный корабль | 26 × 24, 26 × 18, 12 × 9   | 1370             | 160 × 44 × 19            | 500    | Eagle, Nonsuch, Yarmouth                                 |
| 50-пушечный корабль          | 22 × 24, 22 × 12, 6 × 6    | 1045             | 146 × 40 × 17            | 350    | Isis, Bristol, Preston, Renown                           |
| 44-пушечный корабль          | 20 × 18, 22 × 9, 2 × 6     | 879              | 140 × 38 × 16            | 300    | Roebuck, Phoenix, Rainbow, Serapis                       |
| 32-пушечный фрегат           | 26 × 12, 6 × 6             | 679              | 125 × 25 × 12            | 220    | Emerald, Repulse, Juno, Lark, Pearl                      |
| 28-пушечный фрегат           | 24 × 9, 4 × 3              | 586              | 118 × 33 × 10            | 200    | Active, Greyhound, Surprise, Lizard, Solebay Resource    |
| 20-пушечный post-ship        | 24 × 9, 4 × 3              | 430              | 108 × 30 × 10            | 160    | Rose, Sphynx, Glasgow, Unicorn, Ariel, Squirrel, Galatea |
| Корабль-шлюп                 | 14 — 16 × 6                | 300              | 97 × 27 × 13             | 125    | Swan, Martin, Tamar, Kingfisher, Otter                   |
| Куттер                       | 10 × 4                     | 180              | 69 × 26 × 11             | 45     | Alert, Duke of York                                      |

### 1778 — Франция
Для британцев одной из целей войны с её начала была изоляция конфликта — от внешней помощи колонистам и от вмешательства новых участников. В мае 1778 года, после вступления в войну Франции (официально она объявила войну в июле) стало ясно, что эта цель не достигнута. Теперь можно было ожидать появления в Вест-Индии линейных эскадр французов. Немедленно со вступлением Франции в войну вест-индский театр приобрел центральное значение. Хотя Европа продолжала заботить как Адмиралтейство, так и французское Морское министерство, отправляемые ими в Вест-Индию эскадры временами были больше, а их сражения крупнее, чем дома. Это ясно говорит о месте Вест-Индии, — как реальном, так и в умах противников.
Действительно, тулонская эскадра под командованием д’Эстена (11 линейных, 4 фрегата, флагман Languedoc, 80) в мае беспрепятственно прошла Гибралтар. Но, не делая ожидаемой остановки в Вест-Индии, в июне достигла устья реки Делавэр. Вначале д’Эстен сделал неудачные попытки захватить Нью-Йорк и Род-Айленд. Колонисты рассчитывали на бо́льшую поддержку но, помня главную цель экспедиции и уходя от зимних штормов, 4 ноября 1778 он направился в Вест-Индию.
Для Британии это означало, что все её колонии с их малыми гарнизонами (суммарно 3 регулярных полка, 1909 человек) оказались перед новой угрозой. Признавая это, Первый лорд Адмиралтейства Сэндвич дал кабинету совет: оставив эскадры прикрытия на Ньюфаундленде и в Вест-Индии, сосредоточить главные силы флота в Европе. С их помощью нанести Франции показательное поражение, затем предложить переговоры. Одновременно правительство начало новые переговоры с колонистами.

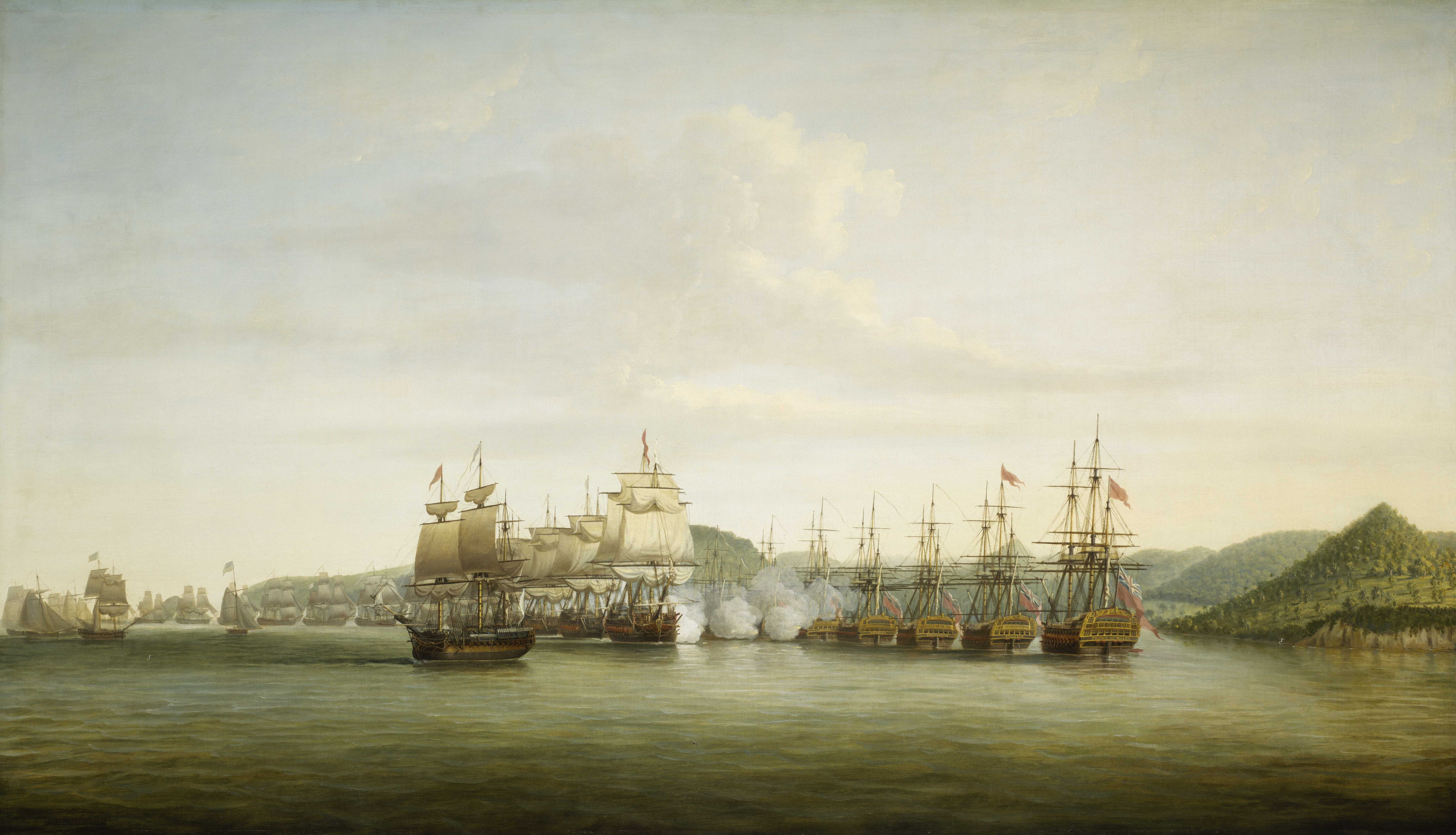
Сент-Люсия, 15 декабря 1778

Силы, направленные Францией в Вест-Индию, далеко превосходили все, что могли собрать британцы. Потребовалось немедленное наступление, чтобы упредить легкую оккупацию французами всех британских владений, одного за другим. Лорд Малгрейв предложил с началом войны послать экспедицию из Нью-Йорка для оккупации Сент-Люсии и возможно, Моль Сен-Николя на Гаити. Жалобу адмирала Хау на слабость его эскадры лорд Сэндвич отклонил. В начале ноября коммодор Уильям Хотэм покинул Санди-Хук с 7 боевыми кораблями и 59 транспортами, имея на борту 5000 солдат, с приказом захватить Сент-Люсию.
Оперативная и стратегическая связь Вест-Индии и Северной Америки позволяла двигать корабли и войска между двумя театрами — при условии, что Королевский флот сохранял превосходство на море. Это условие, однако, оказалось не всегда достижимо. Неспособность Адмиралтейства остановить выход д’Эстена, или хотя бы вовремя предупредить колонии, серьёзно подорвала британские позиции. К счастью, генерал Клинтон решил в тот раз вести армию по суше, иначе транспорты могли стать добычей французской эскадры.
7 сентября, ещё до прибытия д’Эстена, французы воспользовались своим преимуществом на Подветренных островах и захватили Доминику. Контр-адмирал Баррингтон с малой эскадрой, включая всего 2 линейных, крейсировал с наветра от Барбадоса, ожидая прибытия экспедиции из Нью-Йорка. С приходом Хотэма, однако, британцы получили шанс перейти в наступление. Хотэм, недавно организовавший десантные операции под Нью-Йорком, с равным умением высадил войска и здесь, и быстро оккупировал Сент-Люсию.
Д’Эстен по пути из Бостона захватил несколько транспортов Хотэма. Теперь Баррингтон, с 2 линейными, плюс пять 50-пушечных, оказался лицом к лицу с 12 кораблями д’Эстена. Не имея достаточно сил для линейного боя, Баррингтон счел необходимым занять сильную оборонительную позицию под берегом, поставив транспорты внутри своей линии. Д’Эстен увидел, что не может проникнуть за линию, но смог высадить на остров 9000 человек пехоты. Однако бригада генерала Медоуза (англ. Medows) отбила три штурма, нанеся противнику 30 % потери.
В конце сентября в Нью-Йорке адмирал Хау передал командование Джону Байрону. Тот с 10 линейными последовал за д’Эстеном 11 ноября, направляясь на Антигуа. Его прибытие дало британскому флоту превосходство на Подветренных островах, и обеспечило контроль над Сент-Люсией.

### 1779 — Франция и Испания

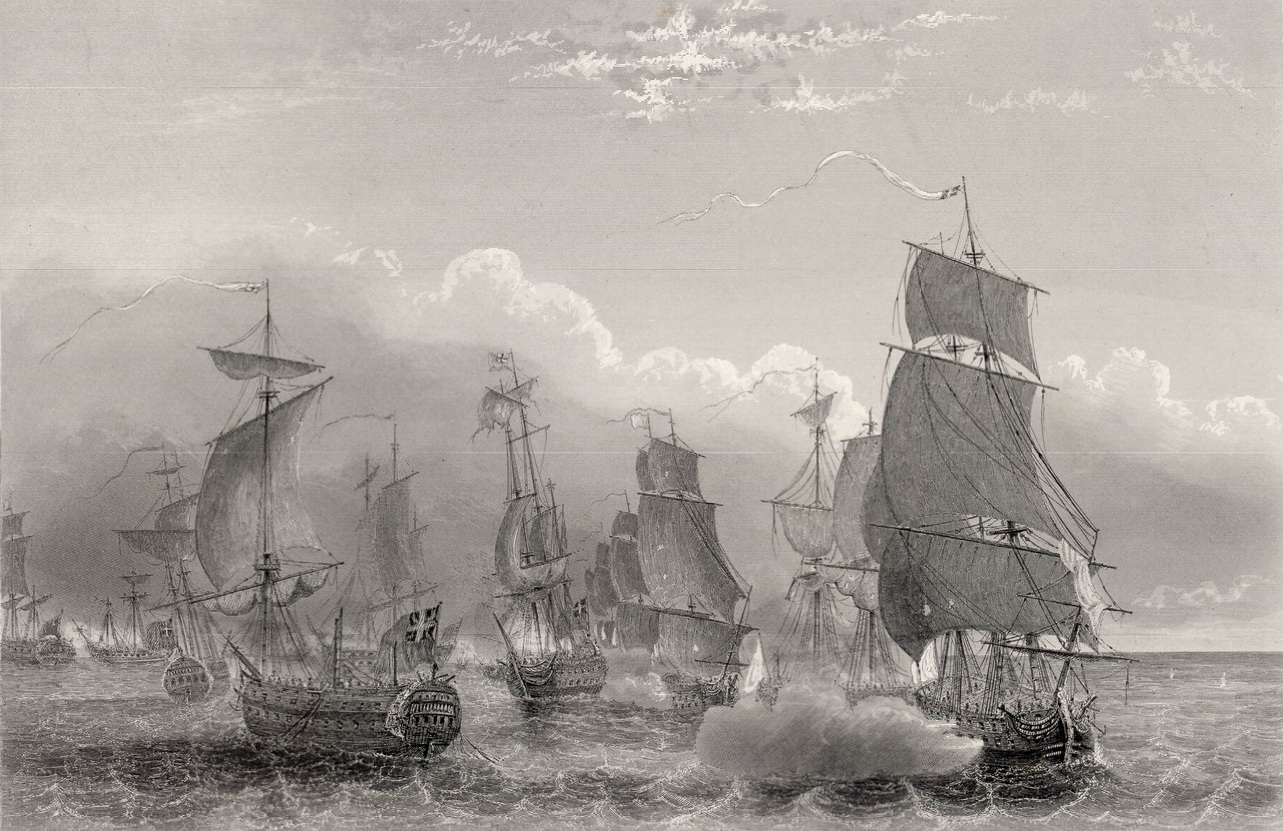
Мартиника, 18 декабря 1779

Ещё 8 линейных направились в Вест-Индию в декабре 1778 года, и в феврале 1779 присоединились к Байрону.
Но французский флот тоже послал 4 корабля. Ими командовал генерал-лейтенант морских армий граф де Грасс. Ещё 2 прибыли в апреле, а в июне коммодор Ла Мотт-Пике́ (фр. La Motte-Picquet) привел на Мартинику ещё 5 из Бреста, что дало французам превосходство. Французы быстро его использовали и захватили Сент-Винсент и Гренаду. Когда Байрон, думая что перед ним слабый противник, попытался атаковать с ходу, его эскадра получила трепку. Ему повезло: он смог отвести побитые корабли, не потеряв ни одного.
Потеряв превосходство, Байрон теперь нуждался в каждом солдате для обороны оставшихся островов, и не мог выделить ничего для Нью-Йорка. Наоборот д’Эстен мог выбирать время и направление ударов.
Попытка контр-адмирала Хайд-Паркера перехватить конвой снабжения для Мартиники принесла частичный успех, но не более. Баланс сил остался прежним.
Уменьшились успехи британцев в борьбе с приватирами (см. выше). Но прибывшая эскадра контр-адмирала Джошуа Роули имела некоторый успех против крейсеров. 21 декабря 1779, вблизи Гваделупы, HMS Magnificent, HMS Suffolk и HMS Vengeance (все 74), и HMS Stirling Castle (64), под командой Роули, наткнулись на 32-пушечные французские фрегаты Fortunée и Blanche и 28-пушечный Elise. Французские корабли были в плохом состоянии, их команды ослаблены выделением призовых партий, и они не могли уйти от значительно превосходящих британских сил. Blanche была настигнута и захвачена вечером 21-го; Fortunée, сбросив пушки со шканцев за борт, продержалась немного дольше, но наконец была взята рано утром 22 декабря, за час до Elise.

#### Мексиканский залив
Вступление в войну Испании (8 мая 1779) помешало Адмиралтейству восстановить контроль в Вест-Индии: все наличные корабли понадобились в Европе, для защиты от новой франко-испанской армады.
Опасность проводимой армией политики рассредоточения стала очевидна. Испания принялась последовательно отвоевывать свои потерянные владения в Мексиканском заливе. Пока д’Эстен был занят безуспешной осадой Саванны, испанцы показали себя лучше во Флориде. Их наступление привело к сдаче британского форпоста в Форт-Бют, а затем и других.
10 сентября континентальная шхуна Morris (бывшая британская Rebecca) после упорного боя взяла на абордаж патрулировавший озеро Поншартрен тендер HMS West Florida. Так было покончено с британским присутствием во внутренних водах под Новым Орлеаном. Батон-Руж остался без поддержки с фланга, что способствовало его падению.
Чтобы заставить испанцев обороняться, в Адмиралтействе задумали нанести удар в глубину испанской территории. Сил для большой сухопутной кампании у британцев, разумеется, не было, так что это должен был быть десантный рейд, желательно в континентальную Новую Испанию.
В идеале требовалось создать угрозу вклинивания между вице-королевствами. Но Панамский перешеек отмели как слишком хорошо защищенный самой природой. Попытка контр-высадки в Омоа, на побережье генерал-капитании Гватемала (современный Гондурас), увенчалась начальным успехом, но снабжать эту позицию, чтобы её удержать, флот был неспособен. После месячной оккупации англичане эвакуировали Омоа.

### 1780

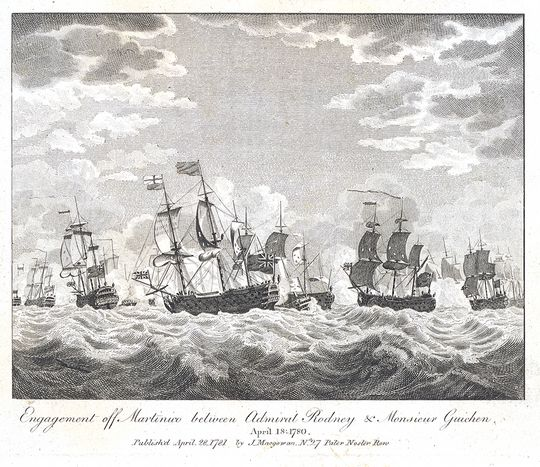
Мартиника, 1780

В 1780 году баланс сил в Вест-Индии склонялся как весы то в одну, то в другую сторону, в зависимости от прихода эскадр из Европы. Исходный перевес британцы потеряли в начале марта, с прибытием де Гишена с флотом из 16 линейных кораблей и 4 фрегатов. Он привел с собой огромный конвой — 83 «купца».
Вначале его план включал нападение на Сент-Люсию. Но план был сорван своевременным появлением у острова вице-адмирала Родни, нового британского командующего на Подветренных островах. Тот пришёл с четырьмя линейными, доведя их общее число до 20.
Де Гишен перенес внимание на Барбадос. После нескольких предварительных стычек 17 апреля Родни смог принудить его к бою при Мартинике. Его план боя отличался от общепринятых схем. К тому времени все больше адмиралов начали понимать, что перевес в 2—3 корабля ещё не решает дела. Родни пришёл к этому среди первых. Он задумал нарушить линейную тактику: создать численный перевес на одном участке, для чего разорвать линию противника, и затем разгромить отрезанный арьергард до того, как остальные успеют повернуть и подняться против ветра ему на помощь.
Но прекрасный тактический замысел ещё не означает, что он исполнится. Родни, второй особенностью которого была заносчивость и неумение разбираться в людях, этого не понимал. Полагая, что достаточно приказать, и подчиненные автоматически выполнят задуманное, он не стал подробно инструктировать капитанов, и не учёл инерцию мышления. В итоге когда флагман, шедший в центре, спускался на арьергард французов, ведущий авангардного дивизиона HMS Stirling Castle по-старинке нацелился на авангард противника. Дивизион последовал за ним, и бой вылился в привычнный обмен залпами, которого Родни так стремился избежать.
Французы понесли вдвое больше потерь в людях, но исход был неопределённый, и баланс сил не изменился. Родни был в ярости. Со свойственной ему заносчивостью он винил во всем подчиненных. Но менять сделанное было поздно: создать перелом в кампанию 1780 года ему не удалось, война растянулась ещё на год.
15 и 19 мая последовали новые, столь же нерешительные столкновения. Единственный результат был в том, что вторжения де Гишена на Сент-Люсию не произошло. Несмотря на появление 7 июня испанской эскадры (12 линейных) и конвоя (10 000 войск), союзники-бурбоны не сумели обратить свой перевес в результат. В основном виноваты были распространившиеся на флот болезни, но также разногласия между испанским адмиралом и де Гишеном. В итоге последний 5 июля отконвоировал испанцев на Кубу. В свою очередь Родни не сумел перехватить этот конвой, несмотря на высланные дозоры.
Когда угроза немедленной потери британских колоний миновала, появилась возможность уделить больше сил на борьбу с приватирством: 1780 год принёс уже 28 захваченных призов.
В то же время продолжалась кампания в Мексиканском заливе. В марте 1780 испанцами был захвачен Форт Шарлотта, затем англичане сделали контр-высадку в устье реки Сан-Хуан. Эта малозначительная экспедиция была новой попыткой рассечь испанские владения на континенте и длилась по ноябрь. Взяв несколько форпостов, англичане стали продвигаться вверх по реке, к форту Сан-Хуан. Но из-за опустошительных тропических болезней не удалось воспользоваться даже тем малым, что было достигнуто. Среди немногих выживших был молодой капитан Нельсон.

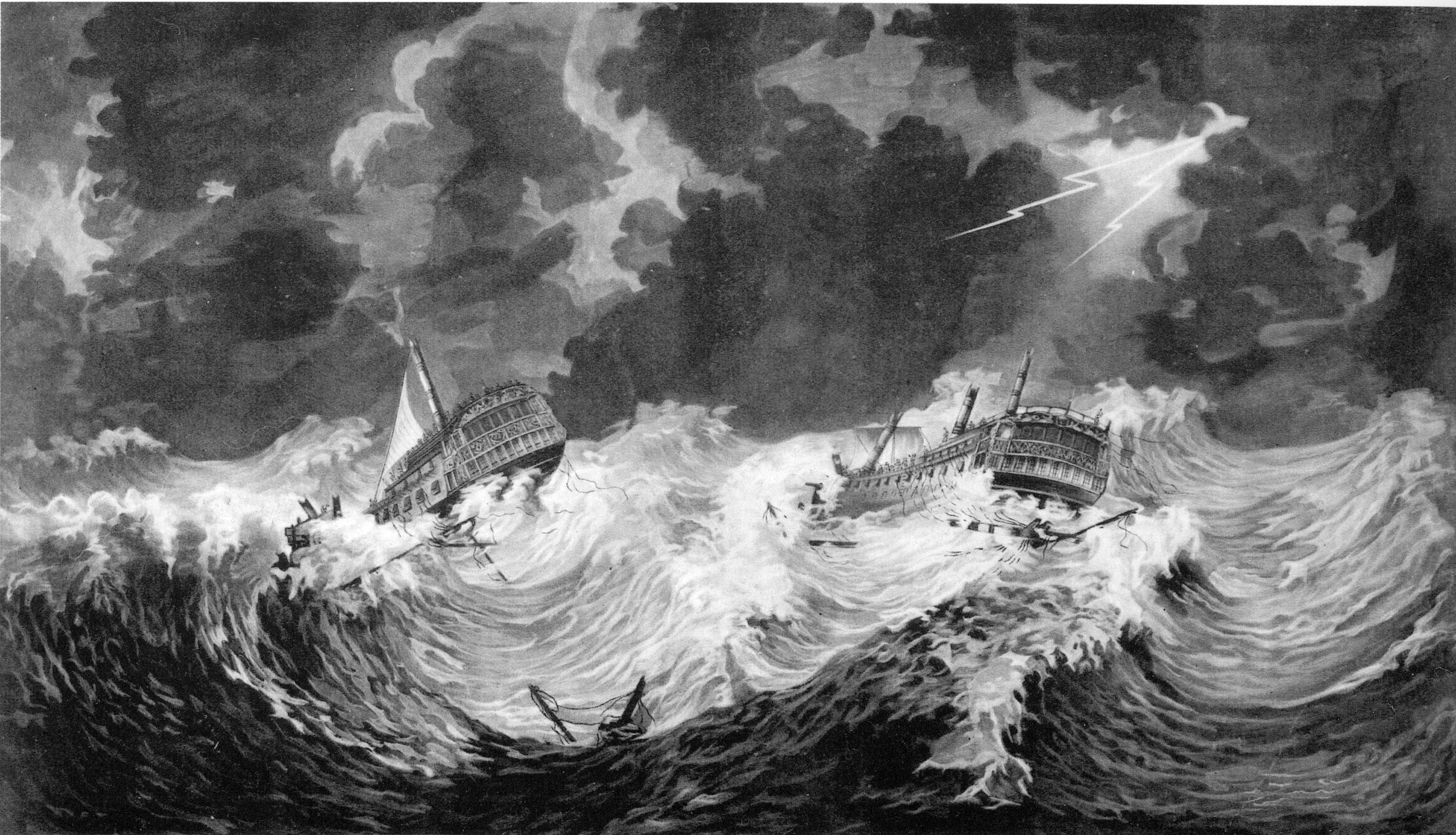
HMS Hector и HMS Bristol во время урагана

Тем временем начался сезон ураганов, и показал, насколько зависят от ветра парусники с прямым вооружением. Хотя Родни увел часть кораблей в Северную Америку, в создавшейся обстановке полностью обнажить Подветренные острова он не мог. От октябрьского шторма погибли HMS Thunderer (74), HMS Stirling Castle (64), HMS Phoenix (44), три фрегата и шесть малых кораблей. На этом потери не закончились: ещё 12 двухдечных получили серьёзные повреждения, в том числе HMS Egmont, HMS Hector и HMS Bristol потеряли мачты, а HMS Berwick (74) штормом прогнало через всю Атлантику, и в конце концов принесло в Милфорд Хейвен в западном Уэльсе.
Учитывая, что во всей Вест-Индии не было крупной верфи, британский флот был опустошен ураганом сильнее, чем действиями обоих противников. Восполнить эти потери и исправить повреждения можно было только в Англии.

### 1781 — Франция, Испания и Голландия

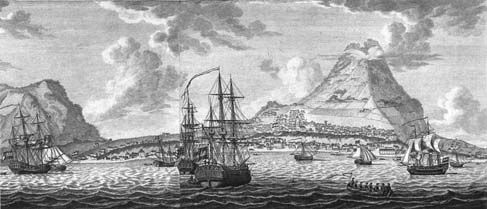
Остров Св. Евстафия, 1781

Голландия продолжала поддерживать американских колонистов, и в 1780 году заключила с ними соглашение, что подтолкнуло британцев к объявлению войны в декабре. По всему миру начались попытки захвата голландских колоний. Давно ожидавший такого поворота Родни, как только новость достигла Вест-Индии, оставил 6 кораблей стеречь Мартинику и 27 января 1781 года предпринял оккупацию острова Св. Евстафия.
Оперативно это была возможность лишить мятежников перевалочной базы в Вест-Индии. Но на складах этого островка — свободного порта — хранились не только оружие и порох, предназначенные французами в Северную Америку, но и огромное количество товаров как голландских, так и других купцов. В скромной по размерам гавани на момент британской атаки стояло 137 торговых судов всех флагов и размеров.

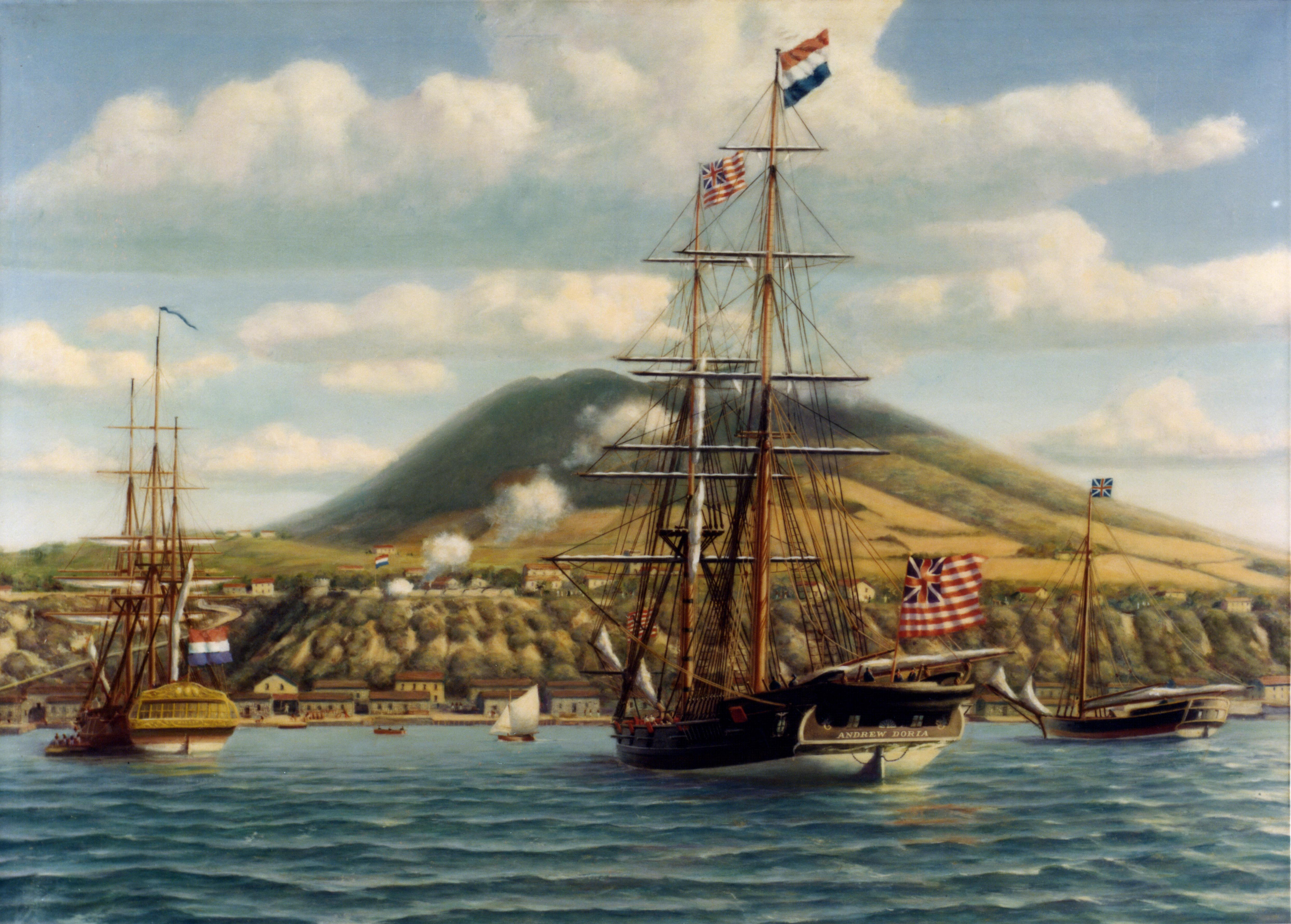
Andrew Doria перед Форт-Оранж на о. Св. Евстафия, 1776

Наконец, в Британии давно требовал удовлетворения больной вопрос о «первом салюте» — когда губернатор острова впервые приветствовал 11 выстрелами флаг 13 колоний, поднятый Andrew Doria, то есть оказал ему почести, полагающиеся независимым государствам, и таким образом нанес оскорбление британскому флагу.
Поскольку местные голландские власти ещё не знали о начале конфликта, тактическая внезапность была полной. Остров капитулировал 3 февраля, после номинальных 2 выстрелов из пушки. Конвой из Голландии, под прикрытием малой эскадры адмирала Виллема Круля (нидерл. Willem Crul), был захвачен врасплох и после короткого боя сдался. Адмирал погиб в бою.
Размер захваченной добычи был огромен, и Родни задержался на острове более чем на месяц, лично присматривая за её описью и разделением. Его ожидаемая доля измерялась миллионами фунтов, и очевидно, вышла в его мыслях на первое место, заслонив предстоящие операции. Что они предстоят, можно было не сомневаться — война на этом не прекратилась.
Кроме того, это был сильный удар по приватирству: вышеупомянутые записи говорят, что из 42 приватиров, взятых в 1781 году, около пятнадцати захвачены на о. Св. Евстафия.
Сам оставшись на острове, Родни 12 февраля отрядил контр-адмирала Худа с 11 кораблями соединиться с предыдущими шестью, и патрулировать Мартинику с целью перехватить ожидаемый конвой из Бреста.
Вначале Худ держался с наветра от острова, что оставляло ему свободу манёвра по обстоятельствам. Но в марте последовал новый приказ Родни — блокировать гавань в непосредственной близости. Для этого Худ должен был отдать преимущество наветренной позиции и перейти на другую сторону острова. Его возражения на Родни действия не возымели.
28 апреля показался французский конвой в охранении 20 линейных кораблей де Грасса. На самом острове, в Форт-Ройял (Фор-де-Франс), были ещё 4 корабля французов. Как ни стремился Худ выбраться против ветра и сблизиться, де Грасс не шёл на ближний бой, а двигался в порт. 29 апреля последовал нерешительный бой на дальней дистанции, во время которого 4 француза вышли из гавани и присоединились к своим. Сам бой окончился безрезультатно, но французский конвой, с войсками на борту, прошёл.
11 мая извещенный поврежденным HMS Russell Родни спешно соединился с Худом, усилив его ещё 2 кораблями (плюс Russell). Но решительного сражения так и не произошло.
Отказавшись от планов захвата Сент-Люсии, де Грасс нацелился на Тобаго, который капитулировал перед ним 2 июля. Родни с эскадрой догнал его 9 июля. Но оба маневрировали на расстоянии, ни один из противников не дал решительного боя. Таким образом, была упущена последняя возможность остановить де Грасса. Но, не вступая в бой, тот ушёл в Северную Америку, на Чесапик.
Параллельно закончилась кампания в Мексиканском заливе. В январе испанцы взяли штурмом Мобил. Главная британская база и последняя опора в заливе, Пенсакола, пала 8 мая 1781 после трехмесячной осады. Вся Западная Флорида перешла в руки испанцев.

### 1782 — кульминация

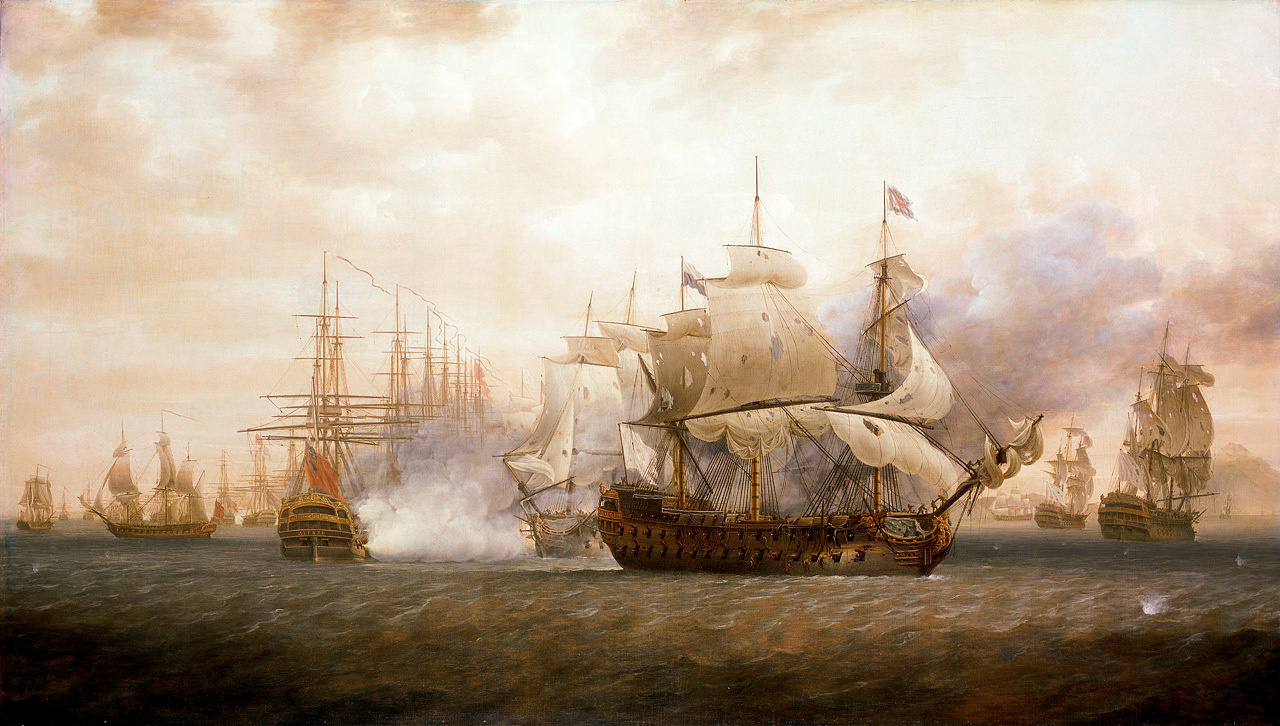
Бой у о. Сент-Киттс, 1782

11 января 1782 года де Грасс с 26 линейными кораблями и конвоем вышел с Мартиники, имея на борту 6000 пехоты, для захвата острова Сент-Кристофер (современный Сент-Киттс). Он успел высадить войска, когда 24 января возле острова появился с 22 кораблями Худ, в отсутствие Родни временный командующий Подветренной станции.
Французы стояли в северной части бухты Фрегат (англ. Friagte Bay), напротив осажденного города Бастер. Выманив их в море, Худ сам имел виды на эту позицию, что давало ему возможность свести на нет преимущество де Грасса. Но чтобы попасть в бухту, он должен был пересечь курс французской колонне. Манёвр был рискованный, особенно когда четвёртый от конца HMS Prudent (64) стал отставать, и у де Грасса появился шанс отрезать мателотов. Но в последний момент разрыв был закрыт, и французскому флагману Ville de Paris пришлось отвернуть. Де Грасс оказался перед выстроенной на якоре линией. Попытка прорыва окончилась лишь повреждениями и потерями. Вторая, нерешительная попытка только закрепила урок: линия Худа была непроницаема.
Но 25 января капитулировал британский гарнизон. Де Грасс отошёл к Сен-Мартен для пополнения припасов. Худ воспользовался этим и, оставив ложные огни на буйках, ночью ушёл. Вскоре перед де Грассом капитулировал Невис.
Пользуясь передышкой, де Грасс быстро овладел британскими колониями Демерара и Эссекибо, захваченными до этого у Голландии. Для этого он отрядил 5 кораблей во главе с капитаном Ги де Керсаном (фр. Guy de Kersaint) на Ipighénie (32). Вместе с колониями в плен попали 5 шлюпов и бригов.
Стратегической целью бурбонов на ту кампанию была оккупация Ямайки — самой богатой и крупной британской колонии в Карибах. После затянутых переговоров было решено, что для этой цели испанцы собирают из Гаваны, Флориды и Центральной Америки экспедиционный корпус в 15 000 человек и 12 кораблей. Французский флот должен был предоставить остальные транспорты (около 100), а главное, охранение.
Однако 25 февраля в Вест-Индию прибыл Родни с 14 кораблями, а в последующие недели его силы выросли до 17. Объединив эскадры Худа и Родни, британцы впервые получили численное превосходство на театре.

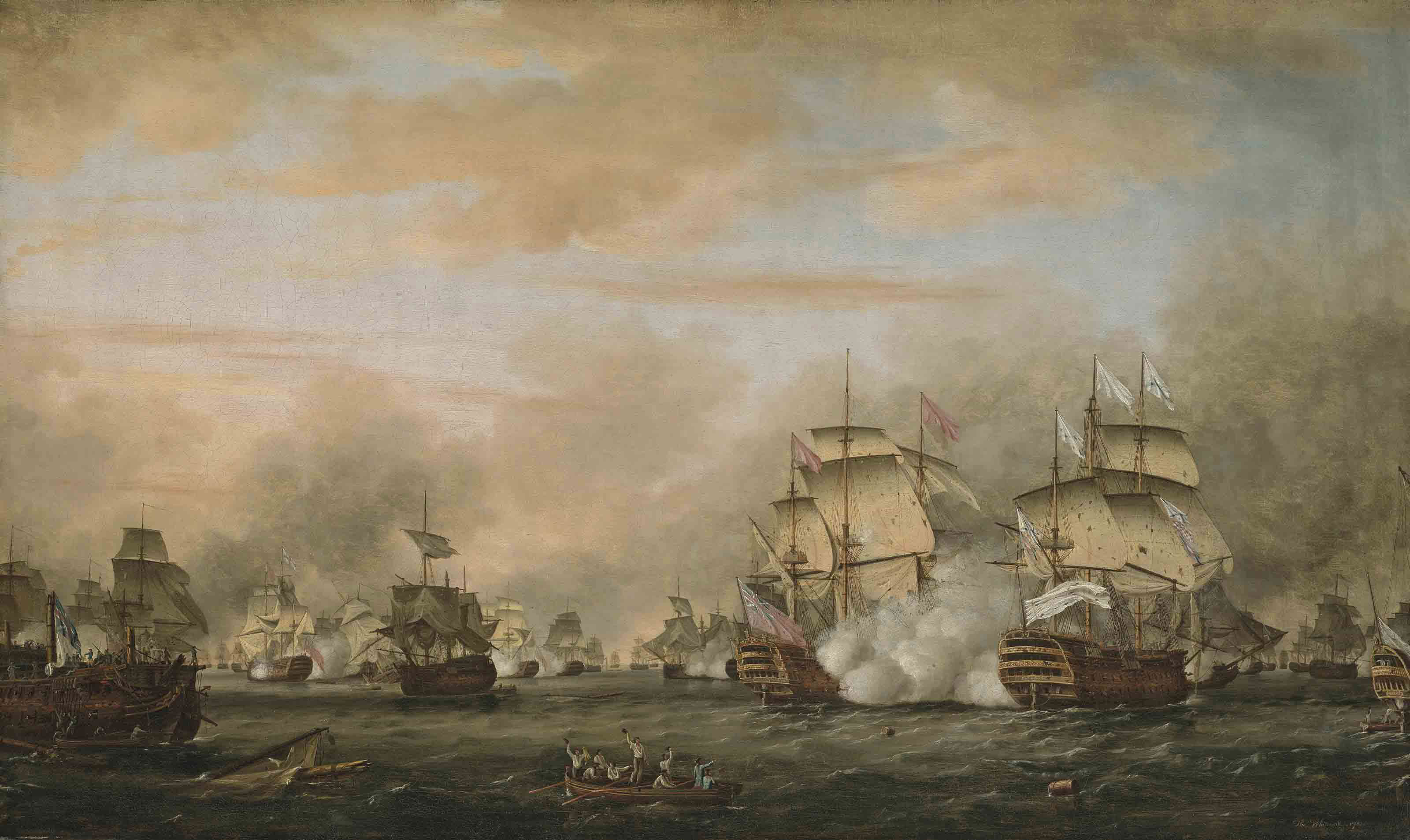
О-ва Всех Святых, 1782. Сдача Ville de Paris

7 апреля де Грасс с 33 кораблями вышел с Гваделупы, с намерением соединиться с испанцами на Сан-Доминго. Родни с 36 кораблями пустился в погоню с Сент-Люсии. После 5 дней манёвров и предварительной стычки, 12 апреля при слабых ветрах состоялось сражение у островов Всех Святых. Родни воспользовался заходом ветра и изгибом линии, чтобы наконец осуществить свой замысел и прорвать линию французов. Следующие за ним корабли прорвались ещё в двух местах, и отрезанный арьергард противника был разгромлен. Худ на HMS Barfleur (98) вступил в бой с Ville de Paris (110) де Грасса, который в конце концов сдался, а с ним ещё 6 кораблей. 2 из них были впоследствии потеряны.
Худ настаивал на энергичном преследовании рассеянных французов, но пожилой и больной, истощенный почти недельным неотрывным слежением за противником Родни отказался.
И по масштабам, и по значению, это было классическое генеральное сражение. Победа британцев была не только в изменении сил в свою пользу, но в перемене отношения французов к войне. Точно так же как после Йорктауна Британия не рассчитывала уже выиграть войну в Америке, после Всех Святых французский флот уже не мог диктовать ход кампании, и что ещё важнее, не помышлял о захвате инициативы. Вторжение на Ямайку было полностью сорвано.
В последующих боях в проливе Мона и в бухте Самана британский флот устранил несколько отставших французов, но отношение к ним было как ко второстепенным. Флот в основном занимался укреплением достигнутого, и готовился к переходу обратно в Англию с осенним конвоем.
С другой стороны, победа не оказала подавляющего действия на местные колониальные власти. Испанцы и французы только перешли к ударам по слабым местам. Учитывая, что Королевский флот не мог защищать все пункты одновременно, эта тактика дала определённый эффект. Так были отбиты у британцев Багамы (через год отбитые обратно), Синт-Эстатиус и Сен-Бартелеми. Но решающего влияния на исход войны эти захваты не оказали. 
Сентябрьский конвой, включая призы от Всех Святых, охраняемый флотом, теперь уже под командованием адмирала Грейвза, попал в районе Ньюфаундленда в ураган. В результате были потеряны несколько кораблей, в том числе главный приз, Ville de Paris.

#### Малые столкновения[29]
3 января у американских берегов Bonetta (14) отбита у французов фрегатом HMS Amphion (32), капитан Джон Бэзли (англ. John Bazely). 

11 апреля вооружённый куттер HMS Jackal (20), лейтенант Густав Лоджи (англ. Gustavus Logie), был захвачен американским Deane (32). 

8 мая британский губернатор в Нассау без боя сдал колонию испанской экспедиции (с участием американцев). 

29 июля у американских берегов HMS Santa Margarita (36), капитан Эллиот Солтер (англ. Elliot Salter), принял бой с французским Amazone (38) и после белее чем часового боя захватил его. 

11 августа, по сообщению коммодора Труда (англ. Giles Troude), фрегатами Friponne и Résolue были захвачены шлюпы HMS Swift и HMS Speedy. Британские данные этого не подтверждают. 

1 сентября у американских берегов шлюп HMS Duc de Chartres (18), коммандер Джон Первис (англ. John Child Purvis), захватил французский корвет Aigle (22), предположительно наёмный. 

6 декабря эскадра Ричарда Хьюза у Барбадоса наткнулась на малую эскадру французов. HMS Ruby (64) принудил к бою и взял Solitaire (64). Одновременно в плен попал Amphytrite (18).
Данные о борьбе с приватирами в 1782 году отрывочны: предварительные переговоры с колонистами привели к тому, что пленные больше не направлялись в тюрьмы, а содержались в том порту, куда их доставили, в ожидании обмена. Достоверно известно только об одном взятом приватире: South Carolina (40), переданном Южной Каролине взаймы Францией. Он был взят в сентябре 1782, но часть из 540 человек, вошедшие в призовую команду, попали в плен ещё за год до того.

### 1783 — заключительные ходы
Неизбежные задержки со связью означали что решения, принятые в Лондоне, доходили до колоний часто с опозданием, не отвечая изменившейся обстановке. Так, отставка правительства Норта в марте 1782 года и назначение Кеппеля новым Первым лордом повлекли за собой приказ о смещении Родни и замене его незначащей фигурой Пигота. Но раньше, чем приказ дошёл до Вест-Индии, Родни привел свой флот к победе при островах Всех Святых.
Новость о ней, достигнув Англии в июне, ненадолго вдохнула в Адмиралтейство новые надежды. Рассматривались планы контр-захватов в Вест-Индии, укрепления Ямайки против франко-испанских сил, но реальность была суровее: для всего этого попросту не было транспортов и судов снабжения. Те, что имелись, были без остатка заняты сэром Гаем Карлтоном, сменившим Клинтона, на эвакуации в Новую Шотландию гарнизонов Сан-Агустина, Чарлстона, Саванны и Нью-Йорка, а также 40 000 беженцев-лоялистов.
В предвидении мира уменьшился размах десантных операций. Те, что ещё происходили, совершались местными силами. Правительства в метрополиях и не могли, и не хотели выделять новые войска и корабли. В марте 1783 года французы захватили острова Теркс и Кайкос, а затем распространились на весь архипелаг. Попытка отбить Гранд-Терк силами небольшой десантной партии (167 человек, HMS Albemarle, капитан Нельсон, HMS Drake, капитан Диксон) перед лицом вдесятеро более сильной обороны была отозвана с потерей 8 человек ранеными.
В свою очередь, 18 апреля 1783 лоялисты из Сан-Агустина, ведомые Андре Дево, не прибегая к поддержке армии или флота, силами всего 220 человек отбили у 600 испанцев занятый годом ранее Нассау.
Крупных боев, таких как в Индийском океане, в 1783 году в Вест-Индии не происходило.
- 2 января у Сан-Доминго британские фрегаты HMS Endymion (44) и HMS Magicienne (36) погнались за французским конвоем в охранении фрегата Sibylle (32) и корвета Railleur (14). Sibylle отбилась и ушла, Railleur был захвачен 11 января 28-пушечным HMS Cyclops.
- 11 января HMS Leander (50) капитан Джон Виллет Пэйн (англ. John Willett Payne), охранявший конвой в Вест-Индии, встретил неопознанный 74-пушечный корабль и, несмотря на разницу в силах, погнался за ним. В результате боя Leander получил тяжелые повреждения, но отбил все попытки абордажа и погасил несколько пожаров. К утру 20-го противники потеряли друг друга из виду.
- 22 января все та же Sibylle, потерявшая мачты во время шторма, сбросившая за борт часть пушек и шедшая под временным рангоутом, была взята HMS Hussar (28). Поблизости находились также HMS Centurion (50) и HMS Harrier (18).
- 15 февраля британская эскадра погналась за французским фрегатом Concorde (32), и кораблями Triton (64) и Amphion (50). Последние два ушли, но HMS St Albans (64, капитан Джон Инглис, англ. John Inglis) догнал и взял Concorde.
- 16 февраля HMS Argo (44) был обнаружен французскими Nymphe (36) и Amphitrite (32) и, после погони и 4½-часового боя, сдался. 19 февраля он был отбит HMS Invincible (74); французские фрегаты ушли.
- 2 марта HMS Resistance (44) и HMS Duguay-Truin (14) догнали и принудили к сдаче французский фрегат Coquette (28). От пленных узнали о захвате Тюрк и Каикос, что дало начало попытке Нельсона их отбить[34].

## Последствия
К моменту подписания мирных договоров чисто территориальная ситуация была в пользу союзников. Британия лишилась многих довоенных территорий. Примечательно, однако, что из рук в руки переходили в основном второстепенные вест-индские острова. Все державы, за исключением Голландии, всю войну сохраняли за собой стратегически важные владения: Франция — Мартинику, Гваделупу и Гаити, Испания — латиноамериканские колонии, Кубу и Сан-Доминго, а Британия — Ямайку и Барбадос.
| Территория           | 1777      | 1778    | 1779    | 1780    | 1781    | 1782    | 1783   | Парижский мир |
| -------------------- | --------- | ------- | ------- | ------- | ------- | ------- | ------ | ------------- |
| Багамы               | Англия    |         |         |         |         | Испания | Англия |               |
| Доминика             | Англия    | Франция |         |         |         |         |        | Англия        |
| Монсеррат            | Англия    |         |         |         |         | Франция |        | Англия        |
| Сент-Винсент         | Англия    |         | Франция |         |         |         |        | Англия        |
| Гренада              | Англия    |         | Франция |         |         |         |        | Англия        |
| Сент-Китс / Невис    | Англия    |         |         |         |         | Франция |        | Англия        |
| Тобаго               | Англия    |         |         |         | Франция |         |        |               |
| Флорида              | Англия    |         |         |         | Испания |         |        |               |
| Сент-Люсия           | Франция   |         | Англия  |         |         |         |        | Франция       |
| Сен-Бартельми        | Франция   |         | Англия  | Франция | Англия  | Франция |        |               |
| Синт-Эстатиус / Саба | Голландия |         |         |         | Англия  | Франция |        | Голландия     |
| Демерара / Эссекибо  | Голландия |         |         |         | Англия  | Франция |        | Голландия     |
| Сен-Мартин           | Фр./Голл. |         | Англия  | Франция |         |         |        | Фр./Голл.     |

Ещё интереснее, что по Парижскому договору большинство территорий вернулись к своим прежним хозяевам. Этому способствовали военные победы в других частях света, даже больше чем исход сражения при островах Всех Святых. Например, Франция согласилась вернуть большинство Малых Антильских островов в обмен на утерянные Сен-Пьер и Микелон с их рыбными банками, а Испания за приобретенную Флориду предоставила британцам право заготовки тропического леса в Гондурасе.
Лишний раз выявилось, что вопрос о независимости Соединённых Штатов занимает подчинённое положение. Так силы, занятые при Чесапике (19 к 24 кораблям), явно уступают силам при острове Уэссан (30 к 29) и тем более при островах Всех Святых (36 к 33). Британия пожертвовала колониальной войной ради войны глобальной, точно так же как Франция использовала первую для приобретения выгод от второй.
Что касается вест-индских захватов, у противников не было ни сил, ни желания держаться за них. С их точки зрения, война была закончена, и их усилия были направлены на завершение, а не продление конфликта. Территории использовали просто для размена. Такова природа войны: победы одерживаются столько же в головах, сколько на поле боя.
Силы, выделенные воюющими странами, интенсивность борьбы, а также результаты показывают, что Вест-Индия занимала второе по важности место в ходе Американской войны, временами выходя на первое. Но они же ясно говорят, что Вест-Индия была лишь одним, пусть и важным, театром войны, охватившей бо́льшую часть мира.